# Hatha-yoga-pradípika
El Hatha-ioga-pradipika (siglo XV) es un clásico manual en sánscrito acerca del hatha-ioga, escrito por Suami Suatmarama, discípulo de Suami Gorakhnat. Se dice que es el texto más antiguo sobreviviente sobre hatha-ioga.

## Nombre
- haṭhayogapradīpikā, en el sistema AITS (alfabeto internacional para la transliteración del sánscrito).
- हठयोगप्रदीपिका, en escritura devanagari del sánscrito.
- Pronunciación: /játa ióga pradípika/.[1]
- Etimología: ‘la lámpara [que ilumina] el yoga de la tortura’.[1]
  - jatha: forzar, torturar, obstinación, persistencia, opresión, autotortura
  - yoga: relación (con el Todo), práctica
  - pradípika: lámpara que ilumina mucho, siendo dipa: ‘lámpara’.

En la colección del sanscritólogo británico A. C. Woolner (1878-1936) ―en la Biblioteca de la Universidad de Viena― hay cuatro versiones del libro con títulos diferentes:
- Haṭhayogapradīpikā
- Haṭhapradīpikā
- Haṭhapradī
- Hath-pradipika.

También se lo puede encontrar como
- Hatha-dipika[1]
- Hatha-pradipika[1]

## Contexto
El Hatha-ioga-pradipika es uno de los tres textos clásicos de hatha yoga (siendo los otros dos el Gueranda-samjita y el Shivá-samjita.
Existe un cuarto texto importante, escrito en una fecha posterior, llamado Jatha-ratnavali, escrito por Srinivasa Bhatta Maja Ioga Indra.

## Datación
El texto fue escrito en el siglo XV d. C. Posiblemente se basa en las propias experiencias de Swami Suatmarama.
Existen muchas traducciones modernas al idioma inglés.

## Contenido
El texto está dedicado a Śrī (señor) Adi Natha), un nombre del dios Shivá (el dios hinduista de la destrucción y la renovación), y afirma ―posiblemente para darle autoridad al libro (un recurso muy utilizado en toda la literatura hinduista)― que Shivá impartió estos secretos del hathayoga a su divina consorte Párvati.
Presenta las instrucciones para practicar yoga de acuerdo con la línea hinduista (para distinguirlo del yoga budista y del yaina).
El libro consiste en 389 sutras (‘hilos’, aforismos), divididos en 4 upadeśas (‘instrucciones’) que incluyen información acerca de, entre otros temas:
Algunas versiones presentan un capítulo adicional con 24 sutras, pero en la actualidad se lo considera un texto muy posterior, agregado por algún comentarista (debido a los términos utilizados y a la forma de grafía del sánscrito).
- Primera instrucción
  - ásanas (posturas de ioga), de las que describe solo 16 (casi todas, variaciones de la postura de loto).[4]

- Segunda instrucción[4]
  - pranaiama (control de la respiración).
  - shat-karma (‘seis acciones’) para aquellos practicantes que presentan problemas de salud. Estas técnicas purificadoras ―basadas casi todas en el control de la respiración― se deben praticar antes del pranaiama.

- Tercera instrucción[4]
  - kundalini (serpiente de energía en el cuerpo); proceso para despertarla.
  - mudrás (‘sellos’, gestos místicos con las manos).
  - bandhas (‘ataduras’, contracciones físicas con la garganta, el vientre y el perineo)
  - kriyas (prácticas).
  - vashrolí y sajasholí (sublimación del semen).

- Cuarta instrucción[4]
  - chakrás (centros de energía en el cuerpo).
  - nadís (canales de energía).
  - shakti (energía femenina).

## Comentarios al texto
En los siglos siguientes después de la publicación y difusión del libro, varios escritores religiosos hinduistas lo comentaron:
- Umapati
- Majadeva
- Ramananda
- Tirtha
- Vrash-Bhushan
- Brahmananda (cuyo comentario ―el más conocido― se llama Yiotsna).